# 小說林
小說林是1907年2月在上海創刊的一個文學月刊，主編為黃摩西。該刊物共出版12期，1908年10月停刊。該刊物主要刊登翻譯的歐美文學作品，此外該刊物內容還涉及小說理論、曲話和詩話。秋瑾被處決1週年時該刊物曾發表秋瑾的詩文詞賦。